# Templo de Apolo (Delfos)
Las ruinas del Templo de Apolo en Delfos, que se remontan al siglo IV a. C., pertenecen a un templo dórico períptero. Fue edificado sobre los restos de un templo anterior, fechado en el siglo VI a. C., que a su vez fue erigido en el emplazamiento de otro del siglo VII a. C. Su construcción se atribuye a los arquitectos Trofonio y Agamedes.
En el siglo VI a. C. era conocido como el «Templo de los Alcmeónidas», en tributo a la familia ateniense que financió su reconstrucción después de un incendio que destruyó su estructura original. El nuevo edificio fue un templo de estilo dórico tipo hexástilo de 6 x 15 columnas. Fue destruido en el año 373 a. C. Las esculturas del frontón son atribuidas a Praxias y Andróstenes, atenienses. De una proporción similar, en el segundo templo se mantuvo el patrón 6 x 15 columnas en el estilobato.  Dentro estaba el ádyton, el centro del oráculo de Delfos y el asiento de la Pitia. El monumento fue restaurado en parte en 1938.
Sobrevivió hasta el 390, año en el que el emperador cristiano, Teodosio I, silenció el oráculo con la destrucción del templo y la mayoría de las estatuas y obras de arte en nombre de la Cristiandad. El santuario fue completamente destruido por los cristianos celosos de su fe, en su intento de borrar todos los rastros del paganismo.

## Situación geográfica

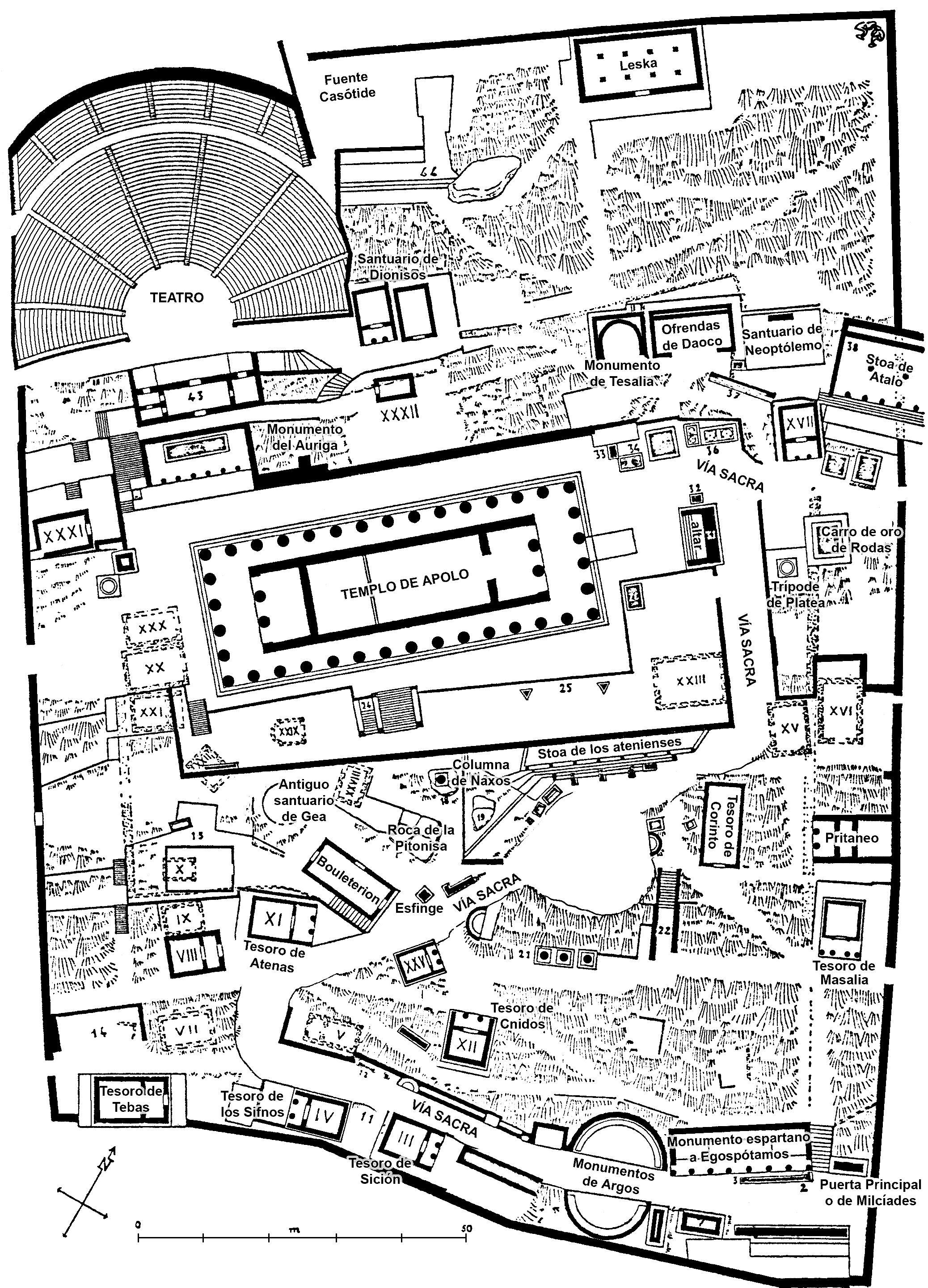
Plano del recinto arqueológico de Delfos.

En la vertiente oriental del macizo del Parnaso, al norte del golfo de Corinto, se alzaba el templo de Apolo.
El Parnaso, montaña cortada por profundas gargantas inaccesibles, se consideró desde los tiempos más remotos la sede de las Musas.
De uno de los lados del Parnaso, a los pies de los picos Fedríades (‘los Brillantes’), que dominaban Delfos, manaba el arroyo que alimentaba la fuente Castalia.
En las aguas de este manantial tenían que bañarse los peregrinos, en un rito de purificación, antes de acceder al templo para consultar el oráculo de Apolo.
Según el himno homérico de Apolo Pitio, el dios llegó

a Crisa, bajo el Parnaso nevado, a la pendiente vuelta hacia el Céfiro; por encima domina una gran roca y por debajo corre una sima hueca: aquí el divino Apolo decidió erigir un bello templo (...) que sea para los hombres un oráculo.

La garganta por la que corría el río Pleistos, daba paso al vasto complejo arqueológico de la antigua Delfos.
La mitología griega aseguraba que el templo estaba ubicado en el centro del universo y en el 'ombligo' de la Tierra, basándose en mediciones del mismo tomadas por el propio Zeús. El oráculo fue escogido de acuerdo a otra tradición con base en una grieta en la tierra que existía bajo el templo y del cual emanaban gases volcánicos que eran inhalados por la Pitia y podían hacerla entrar en algún tipo de trance.

## Introducción

### Historia mítica del lugar y del templo
Antes de que se asentara el culto de Apolo en Delfos, "reinaba" una divinidad femenina, Gea (la Tierra), representada como diosa-serpiente.
Según el mito narrado en el himno homérico de Apolo, un dragón (según unas fuentes Gea, según otras su hija Temis) vivía en Delfos junto a la fuente Castalia.

de fuerza denodada, corpulento, enorme fiera salvaje que provocaba grandes desgracias a los hombres en la tierra (...) Fue este dragón quien acogió y alimentó al feroz y tremendo Tifón, pesadilla de los mortales, hijo de Hera, la del dorado trono.

Tifón, en la mitología griega, personificaba a los terremotos y a las erupciones volcánicas. Apolo lo mató y dejó que el brillante Hiperión (el Sol) lo pudriera en griego antiguo: pytho. De aquí el nombre de Pitio con el que también se designó al dios.
Muerto el monstruo, Apolo neutralizó los últimos intentos de Gea por conservar la supremacía del sacro lugar, convirtiéndose en señor absoluto, no sin antes haber abandonado la región durante un tiempo para purificarse del crimen, porque también los dioses debían someterse a la ley común de los homicidas (deicida en este caso). Volvió y tomó posesión del lugar y de su omnipotente oráculo.
Una versión del mito cuenta que desembarcó con un grupo de habitantes de Cnosos, que había llevado consigo para que constituyesen el clero de su oráculo en las cercanías de Crisa, la ciudad que durante cierto periodo prevaleció sobre Delfos.

## El Templo

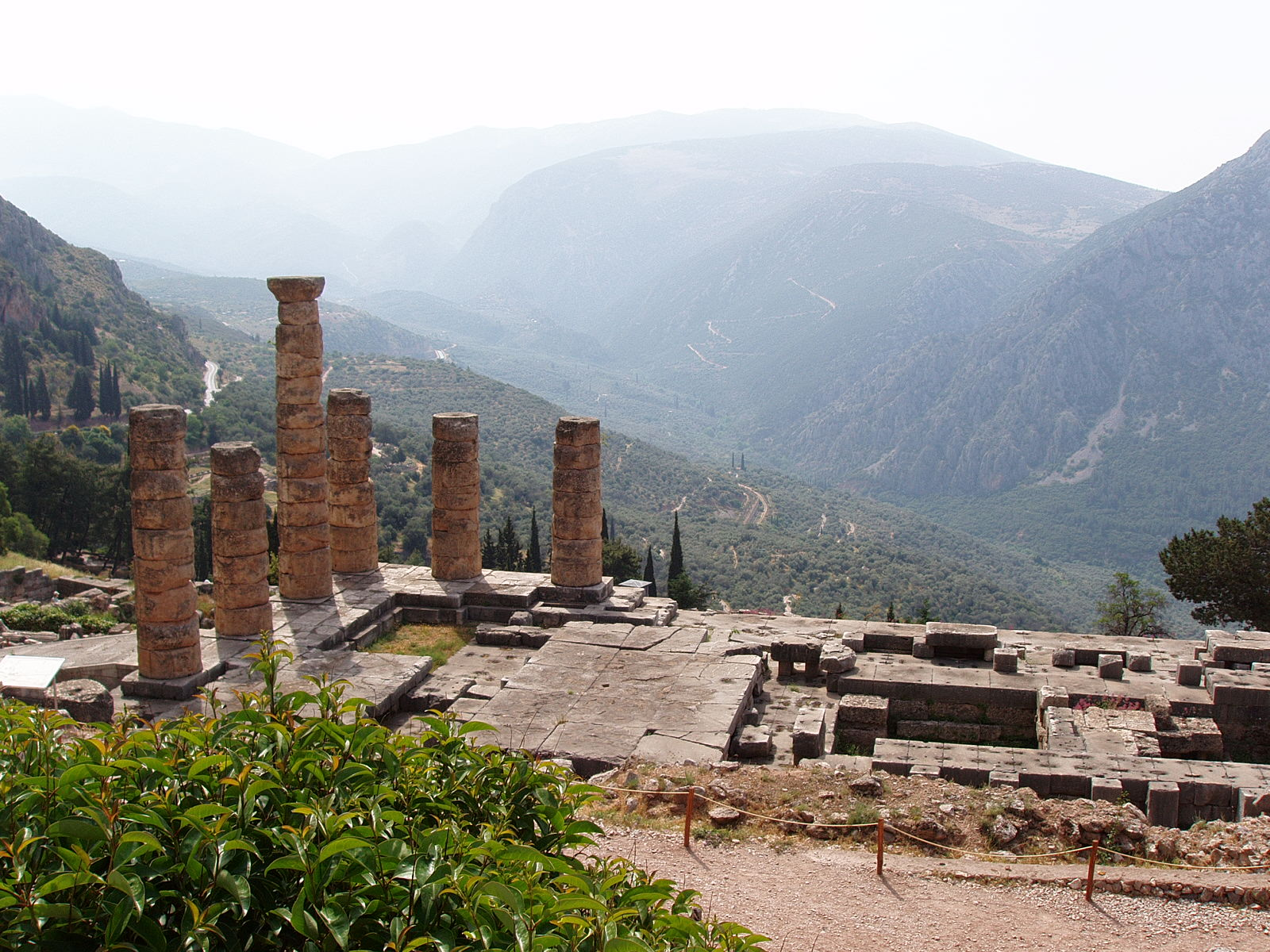
Templo de Apolo.

### Época neolítica
La ocupación del lugar de Delfos se remonta al neolítico, al quinto y al cuarto milenio a. C.
Se ha encontrado algún resto o utensilio de piedra en los alrededores del santuario de Atenea Prónaya , del de Hermes y al oeste del templo de Apolo.
En torno a este santuario, que figura desde los orígenes como el corazón de Delfos, se han descubierto también fragmentos de vasijas que se remontan al periodo heládico antiguo (3000-2000 a. C.) y al heládico medio (2000 a. C.-1600 a. C.) al sur y al este del templo.

### Época micénica
Hasta el período heládico reciente (o época micénica ), parece que no haya habido más que habitáculos de pastores hechos con maderas y ramas. No hay pruebas de que existiera entonces un lugar de culto, un santuario de carácter oracular.
Parece que las leyendas de la fundación se sitúan en esta época, y en particular la que narra Diodoro Sículo referente a la presencia de los pastores.
Por otra parte, Pausanias recoge una antigua creencia, según la cual ha habido cuatro templos antes de la época clásica, en el mismo lugar donde se edifica el de Apolo del siglo IV a. C.:
- Antes de que existiera el templo de Apolo, un santuario le precedió en la misma ubicación, llamado santuario de la Tierra; aunque la existencia de este antiguo templo es aun debatida.[27]

- El primero, construido con ramas de laurel traídas del valle de Tempe, en la Tesalia septentrional, que simulaba una colina. De la época heládica media o antigua.[20]
- El segundo, levantado por abejas con cera y plumas. Sería un edificio de forma alveolar, semejante a las tumbas- tholos micénicas.[20]
- El tercero, de bronce, erigido por el dios Hefesto. Podría relacionarse con un santuario adornado en bronce del siglo XIII a. C.[15][20]
- El cuarto, en piedra, construido por los legendarios arquitectos mencionado antes, originarios de Orcómeno, en Beocia, contemporáneos de la guerra de Troya. Habría que situarlo en la última parte de la época micénica, o en el periodo llamado geométrico, es decir, los siglos XII al X a. C.[20]
- El quinto y último templo habría sido construido en el año 510 a. C. y completado hacia el siguiente año, pero tuvo que ser reconstruido después de haber sido dañado fuertemente por un terremoto; su estilo arquitectónico dórico y un peristilo de seis por quince columnas.[25][4][5][7]

Las excavaciones han descubierto alrededor del templo de Apolo edificios rectangulares en forma de ábside que se remontan a los siglos XIII y XII a. C. Se supone que en el lugar del propio templo se encontraba un megarón, residencia del jefe del pueblo, pero no hay constancia arqueológica.
Otras tumbas se han hallado al oeste del santuario, hacia la Marmaria. Y es aquí donde se han hallado las huellas más concretas de la presencia de un lugar de culto. Parece ser que se trataba de un santuario dedicado a la Atenea prehelénica, pues Gea debía tener su culto en el lugar donde se está el templo de Apolo.
Las construcciones eran de pared de piedra seca y de adobe.
Han aparecido muchas estatuillas de sacerdotisas o divinidades. Una de las más importantes es de una mujer desnuda, sentada sobre un trípode con las piernas separadas. Es el primer testimonio de la presencia de una profetisa en el abismo oracular. El número de ídolos y en particular figuritas en forma de toro que se han localizado en los cimientos del templo de Apolo, permite suponer que ya era un lugar de culto, más que la sede de un jefe.
En el mismo lugar se ha hallado un fragmento de ritón, recipiente que termina en cabeza de león, de origen cretense. La construcción es la de la prehistórica Pitón.
No se sabe con certeza cuándo Apolo se asentó allí.
La cerámica prueba que existe una continuidad de ocupación del lugar durante el periodo llamado oscuro o dórico, que corresponde en términos arqueológicos al submicénico ( 1100 - 1025 a. C., al protogeométrico (1025 - 900) y al comienzo del geométrico propiamente dicho, que va del 900 al 700 a. C.
Se piensa que Apolo se apropió del santuario a lo largo de estos siglos, pero sin llegar a sustituir a un antiguo dios, llamado Peán o Peane.
Además, es desconcertante constatar que el resto de las huellas del culto de Apolo délfico en época histórica se hallen solo en Creta, y por lo tanto sería de donde partió Apolo para establecerse en Delfos, lo que nos lleva a la época micénica.
En los tiempos de Homero, en el siglo VIII a. C. lo más tarde, Apolo reinaba en Delfos y en la Odisea vemos que Agamenón consulta el oráculo de "Febo Apolo en la buena Pitia", lo que nos conduce al final de la época micénica, aunque podría tratarse perfectamente de un anacronismo.

Sin duda, es cuando Delfos entra en la anfictionía de Antela, junto a las Termópilas, cuyo centro era el santuario de Deméter Pilaia.
La anfictionía era una confederación de pueblos griegos, de carácter religioso, en torno a un santuario.

### Época histórica

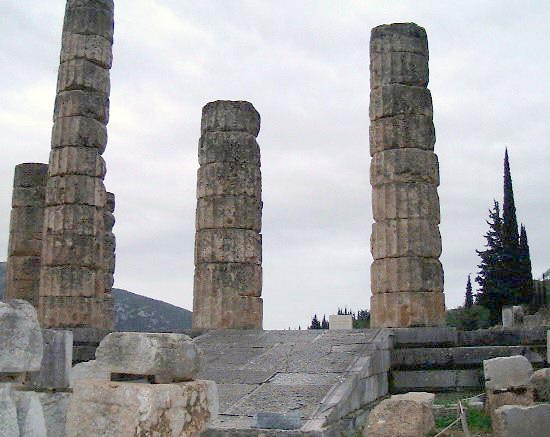
Columnas del Templo de Apolo.

En el año 600 a. C. estalló la primera guerra sagrada que duró diez años. Las gentes de Cirra, el puerto por el que accedían numerosos peregrinos que se dirigían a Delfos, impusieron a éstos unas tasas tan gravosas que perjudicaron a los delfios, hasta tal punto que la anfictionía declaró la guerra a Cirra.

Después de luchas prolongadas e inciertas, Cirra quedó destruida y su territorio fue confiscado en beneficio del santuario. Los delfios se quedaron como dueños del oráculo, la anfictionía asumió la administración del santuario.
En el 548 a. C. el antiguo templo de Trofonio y Agamedes se incendió. Se construyó otro empleando grandes medios, que fue terminado en el 510 a. C.
Cuando tuvieron lugar las guerras médicas, el oráculo se mostró tan pesimista que fue acusado de filopersa.
En el 480 a. C., los persas enviaron tropas para intentar conquistar Delfos, pero fueron puestas en fuga por una violenta tempestad según un mito griego: la historia contaba que un grupo de delfios huyó ante la llegada del destacamento enviado por Jerjes I y se refugiaron en el templo, pero los dioses les prohibieron retirar los tesoros del templo compuestos de los tributos donados por los devotos y acumulados a lo largo de siglos; sin embargo, los delfios recibieron buenos portentos y 60 decidieron quedarse en el templo a confrontar a los persas, cuando estos arribaron desde Fócida y comenzaron a subir la cuesta del Parnaso escucharon truenos y gritos de guerra provenientes del templo de Atenea; tras esto, dos gigantescas rocas cayeron rodando por la cuesta del monte y estas aplastaron a muchos soldados persas. Los persas entonces huyeron perseguidos por dos gigantes vestidos de guerreros a quienes los delfios luego identificarían como los héroes griegos Filaco y Autono que poseían santuarios en el complejo. Heródoto visitaría Delfos más tarde y aseguró haber encontrado en el recinto de Atenea Prónaya las mismas dos rocas que aplastaron a los persas, mientras que el arqueólogo Heinrich Nikolaus Ulrichs pasó varias semanas en Delfos en 1838 para realizar investigaciones arqueológicas detalladas y describió lugares cerca de la cima en los que estuvieron emplazado rocas de gran tamaño que habrían podido ser rodadas cuesta abajo tal como asegura el mito.
Los focidios se adueñaron del santuario en el 448 a. C. con ayuda de los atenienses, y ésta fue la causa de la segunda guerra sagrada. La intervención espartana del año siguiente no impidió que los focidios conservaran la supremacía política de Delfos, gracias a la ayuda de Pericles.
Hasta el 421 a. C., tras la paz de Nicias, en plena guerra del Peloponeso, Delfos no recuperó su independencia.
La avalancha de rocas de los montes Fedríades, a consecuencia de un terremoto, destruyó en parte el templo, cuya reconstrucción no se inició hasta el año 369 a. C.
Los focidios desencadenaron la tercera guerra sagrada en el 346 a. C., ocupando Delfos y atrincherándose allí. Permanecieron como dueños del oráculo durante 10 años.
Sobre el 352 a. C., se reemprendieron los trabajos de reconstrucción del templo.
Expulsados por Filipo II de Macedonia, los foceos se vieron obligados a pagar una gravosa indemnización y perdieron sus votos en la anfictionía, donde entró Filipo, que había incluido a Macedonia en la anfictionía.
La cuarta guerra sagrada empezó en el 339 a. C. Los locrios de Anfípolis, que habían cultivado la llanura de Cirra pretendían cobrar una tasa a los peregrinos.
En el 328 a. C., Filipo II intervino y puso fin a esta última guerra sagrada con la derrota de los locrios.
Todos estos incidentes impidieron que la restauración del templo no se concluyese hasta el 330 a. C.
La expansión de los celtas, asentados al norte de los Balcanes en el siglo IV a. C.., constituía una amenaza para Grecia. Macedonia los mantenía a raya, pero hacia el 280 a. C. las luchas intestinas del antiguo reino de Macedonia de Filipo y de Alejandro debilitaron este escudo helénico.
Los celtas, que en los textos griegos son denominados gálatas, en el año 279 a. C. derrotaron a los macedonios, matando a Ptolomeo Cerauno. El camino hacia Grecia estaba expedito. Los celtas cayeron sobre Tesalia a las órdenes de Breno, llegaron hasta las Termópilas; donde en un principio fueron contenidos, para después retirarse.
Esta campaña tuvo lugar en invierno, con el Parnaso nevado. Estas condiciones climáticas unido al apoyo etolio y de los focidios, salvaron el templo.
Breno, herido, se retiró de la lucha. La leyenda asegura que Atenea y Artemisa, intervinieron en la batalla, y que las piedras caídas del Parnaso, lanzadas sin duda por los griegos apostados en las alturas, sembraron el pánico entre los gálatas. Antes de retirarse, saquearon los templos de Marmaria.
Durante todo el siglo III a. C. y hasta el 168 a. C., el santuario estuvo controlado por la Liga Etolia. Época aún importante para el santuario de Apolo, gracias sobre todo a las dádivas de los reyes de Pérgamo, que también construyeron un pórtico, al igual que los etolios.
En el 167 a. C., los romanos, tras la victoria sobre Perseo, su último rey, hicieron de Macedonia una provincia y controlaron Delfos.
En el 86 a. C., mientras Sila guerreaba contra Mitrídates, rey del Ponto en Asia Menor, se obligó a los delfios a entregar las ofrendas en oro para financiar sus campañas.
En el 83 a. C., un pueblo de Tracia, los medos, saquearon el santuario e incendiaron el techo.
Bajo la protección de Augusto, el templo recuperó cierta brillantez, a pesar de los saqueos sufridos en el siglo I, existían aún el santuario 3000 estatuas.
Nerón, en el 67, retiró casi 500 estatuas y dividió la llanura de Cirra ente sus legionarios.
El templo se restauró en el 87 bajo el emperador Domiciano.
En el siglo II, los Antoninos, y especialmente Adriano, fueron verdaderos benefactores del santuario. Su contemporáneo, Herodes Ático, un rico griego originario de Maratón y amigo de Adriano, hizo construir a sus expensas las gradas de piedra del estadio. Por otro lado, el oráculo estaba en plena decadencia. Anteriormente, eran las ciudades las que acudían a consultarlo, ahora son las particulares los que plantean sus problemas personales.
Aunque los delfios, erigieron dos estatuas en honor de Constantino (306-337), éste expolió el santuario y se llevó el trípode de Platea (consagrado tras la batalla en el 479 a. C.) para adornar su nueva capital, Constantinopla.
El emperador romano Juliano el Apóstata (361-363) intentó en vano dar una cierta vida al templo, que fue cerrado en el 394 tras el edicto de Teodosio, que prohibía los cultos considerados paganos. Entonces en Delfos, se asentó un obispo y en el siglo siguiente se construyó una basílica al oeste del santuario abandonado.

#### Los tres templos de época histórica
El templo más antiguo, destruido por un incendio en el 548 a. C., fue obra de los legendarios arquitectos: Trofonio y Agamedes.
Fue reemplazado por el que mandó construir la familia ateniense de los Alcmeónidas, al final del siglo VI a. C. Se derrumbó tras un violento terremoto en el 373 a. C.
Entre el 373 a. C. y el 340 a. C., se construyó el edificio del que pueden verse los restos.

##### El último templo (sigloIVa.C.)

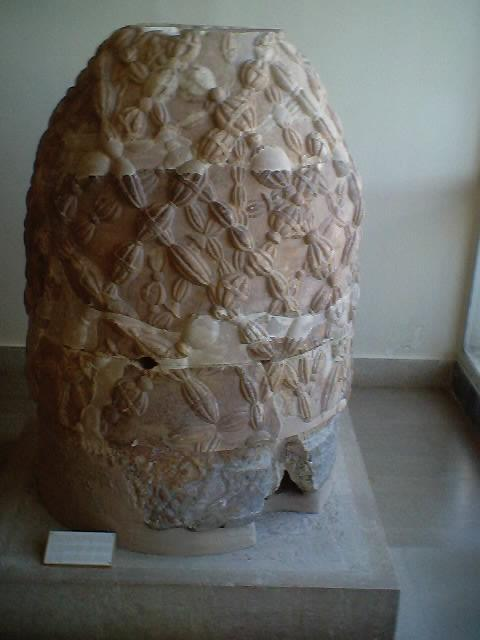
Ónfalos de Delfos.

Construido en estilo dórico, disponía de seis columnas de toba en el frente y quince en los lados.
Se accedía mediante tres escalones. La parte meridional se apoyaba sobre una muralla, que a su vez descansaba en una terraza inferior sostenida por un muro poligonal.
Sobre esta terraza, entre otros edificios, se encontraba probablemente, la sede de la Pitia.
En la sala subterránea del templo (el ádyton), donde estaba ubicado el ónfalo y borboteaba el agua de la fuente Casótide, la sacerdotisa de Apolo pronunciaba sus oráculos sibilinos, que los sacerdotes interpretaban y transcribían.

## La Vía Sagrada
La vía Sagrada era la calle principal del conjunto de edificios que formaban el santuario de Delfos. Empezaba en el ángulo sudoriental del recinto sagrado, para llegar, mediante un recorrido serpenteante de unos 400 m, a la entrada del templo de Apolo.
Tenía unos 4 o 5 metros de anchura y estaba flanqueada a ambos lados por monumentos votivos y por los de los tesoros, mandados edificar por las ciudades griegas para custodiar las ofrendas de sus habitantes.
Los donantes, con estas manifestaciones de riqueza y poder, pretendían demostrar su veneración y reconocimiento al dios, y constituyen el testimonio más elocuente de la individualidad, de la rivalidad y de la división del mundo antiguo griego. Un ejemplo: los espartanos, para celebrar la victoria sobre los atenienses al final de la guerra del Peloponeso (431-404 a. C.), hicieron construir un exvoto dedicado a sus almirantes que batieron al enemigo en la decisiva batalla de Egospótamos, justo enfrente del monumento que conmemoraba el triunfo de los atenienses sobre los persas en Maratón.

## Operación y rituales del oráculo
La sacerdotisa de Apolo era conocida como la Pitia y eran ellas quienes operaban el famoso oráculo de Delfos. Las Pitias eran consideradas como las esposas del dios Apolo y es por eso que consagraban toda su vida a practicar su culto. 
El proceso de visita y consulta al oráculo consistía primero en ir al templo de Apolo en Delfos con una ofrenda que generalmente venía en la forma de un animal que sería sacrificado (mayormente cabras, toros u ovejas). Después de esto, y si la Pitia juzgaba que la ofrenda era apropiada, se pasaba a una cámara inferior la cual tenía una apertura en el suelo de la que emanaban gases: se ha dicho por relatos de la época que estos gases eran producidos al quemar hojas de laurel en otra cámara subterránea ubicada aun más abajo, pero se acepta hoy en día que los gases eran en realidad producidos por una falla geológica causada por la elevada actividad volcánica de la zona, y que esta fractura se encontraba ya en el lugar mucho antes de que el primer templo fuese construido; pero de cualquier forma, la Pitia debía inhalar los gases por un tiempo prolongado tras lo cual entraría en un estado de delirio causado por la falta de oxígeno (además de los posibles componentes tóxicos adicionales que seguramente se encontraban en los gases dado su origen volcánico) y al mismo tiempo bebía agua de un tazón de plata que sostenía en una mano y era procedente del manantial Castaliano y al mismo tiempo sostenía una rama de laurel en la otra mano. La Pitia comenzaría entonces a emitir sonidos vocales y palabras sin sentido, las cuales eran escuchadas por un sacerdote y les daba una interpretación apropiada según le pareciera.
La profecía así obtenida era entregada verbalmente a la persona que consulto al oráculo o, en casos de mucha importancia, el sacerdote la escribía en una hoja de laurel.
Sin embargo, algunos historiadores han propuesto relaciones de como era consultado el oráculo pero con pequeñas diferencias; como por ejemplo, que la Pitia no balbuceaba palabras incoherentes sino que daba su profecía de manera clara y directa. Más aún, algunos arqueológos e historiadores han propuesto la teoría de que el oráculo era de carácter mitológico y que no existía físicamente.

## Excavaciones arqueológicas
La Escuela Francesa de Atenas compró los terrenos donde se ubica el templo de la cercana ciudad de Kastri para realizar excavaciones y estudios arqueológicos, y en 1902 publicaron los resultados del estudio en una obra compuesta de 5 tomos titulada Fouilles de Delphes.
Las excavaciones fueron dirigidas por el eminente arqueológo y filólogo clásico francés Jean Théophile Homolle (quien también fungía como director de la Escuela Francesa de Atenas) y la empresa fue patrocinada por el gobierno francés; sus descubrimientos más numerosos consistieron en estatuas de la época hechas de bronce o marmól y ofrendas votivas dejadas por peregrinos a sus dioses. Uno de sus descubrimientos más famosos sería una estatua conocida hoy en día como el Auriga de Delfos.